# Campeonato Europeo de Remo de 1898
El VI Campeonato Europeo de Remo se celebró en Turín (Italia) en 1898 bajo la organización de la Federación Internacional de Sociedades de Remo (FISA).
En total se disputaron cinco pruebas diferentes, todas ellas en la categoría masculina.

## Resultados

### Masculino
| Evento                 | Oro | Plata | Bronce                                                                    |
| ---------------------- | --- | --- | ------------------------------------------------------------------------- |
| Scull individual M1X   | Joseph Deleplanque · Bélgica | Pietro Umberto Italia | Charles Nicollier · Suiza                                                 |
| Doble scull M2X        | Clément Dorlia Lucien Martinet Francia | Fiorenzo Pagliano Giacomo Parvopasso Italia                                                                                              | Georges Rieder · Charles Nicollier · Suiza                                |
| Dos con timonel M2+    | Émile Lejeune Maurice Carton Louis Carré (t) Francia | Joseph Deleplanque · Florent Ronsse · Jean Dewitte (t) · Bélgica                                                                         | Alberto Grazzini Enrico Bertolini Sali (t) Italia                         |
| Cuatro con timonel M4+ | Adolphe Lippens · Maurice Hemelsoet · Henri Fraikin · Victor De Bisschop · NC (t) · Bélgica                                                                                    | Albert Williot Charles Fourquart Maurice Pechell Maurice Gest Catala (t) Francia                                                         | Cino Ceni Italo Ponis Giorgio Bensa Cesare Galardelli G. Pucci (t) Italia |
| Ocho con timonel M8+   | Joseph Deleplanque · Florent Ronsse · Prosper Bruggeman · Gustave Brandes · Henri Fraikin · Victor De Bisschop · Frank Odberg · Jules De Bisschop · Jean Dewitte (t) · Bélgica | Cino Ceni Italo Ponis Giuseppe Belli Azzolino Pollini Gino Montelatici Biondo Biondi Giorgio Bensa Cesare Galardelli G. Pucci (t) Italia | —                                                                         |

## Medallero
| Núm. | País    | Oro | Plata | Bronce | Total |
| ---- | ------- | --- | ----- | ------ | ----- |
| 1    | Bélgica | 3   | 1     | 0      | 4     |
| 2    | Francia | 2   | 1     | 0      | 3     |
| 3    | Italia  | 0   | 3     | 2      | 5     |
| 4    | Suiza   | 0   | 0     | 2      | 2     |
|      | TOTAL   | 5   | 5     | 4      | 14    |